# Quierzy
Quierzy o Quierzy-sur-Oise és un municipi al departament de l'Aisne, a la regió dels Alts de França, travessat pel riu Oise entre Noyon i Chauny. Antiga vil·la reial i imperial és ara un tranquil poble. El seu nom llatí apareix com Cariciacum, Carisiacum, Charisagum i Karisiacum.

## Cronologia d'esdeveniments relatius a Quierzy

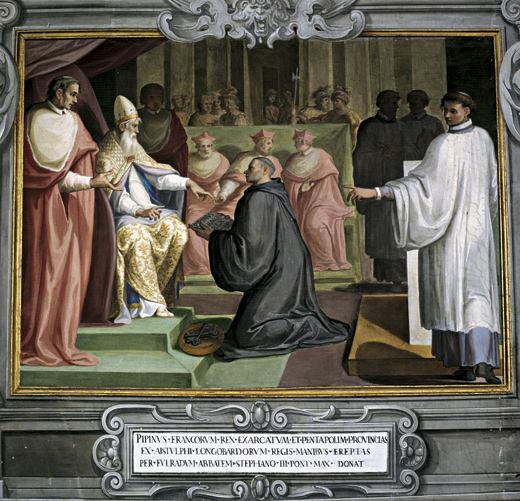
La donació de Pipí (o tractat de Quierzy) al papa Esteve II (754)

- 605: defunció a Quierzy de Protadi, majordom de palau de Teodoric II de Borgonya i Austràsia
- 22 d'octubre del 741: Carles Martell mor a Quierzy. El poder és partit entre els seus dos fills Carloman i Pipí I el Breu.
- 754: convençut per Chrodegang, Pipí I el Breu feu adoptar pel concili ecumènic de Quierzy la litúrgia romana i el cant gregorià.
- Gener del 754: recepció del papa Esteve II per Pipí I el Breu a Quierzy. Firma del Tractat de Quierzy creant els Estats de l'Església per la donació de l'Exarcat de Ravenna. El papa reconeix en contrapartida a la dinastia carolíngia. Aquesta donació és confirmada el 774, a Roma, per Carlemany, fill de Pipí el Breu.
- 762: Pipí I el Breu passa l'hivern a Quierzy.
- Gener del 775: assemblea dels grans a Quierzy. Preparació de la invasió de Saxònia.
- 804: el Papa Lleó III troba Carlemany a Quierzy abans d'anar a Aquisgrà o Aix-la-Chapelle.
- Setembre 838: concili de Quierzy. Condemna dels frares de l'abadia de Saint-Calais (diòcesi de Le Mans). Condemna d'algunes de les opinions litúrgiques d'Amalari de Metz.
- Desembre del 842: matrimoni a Quierzy de Carles II el Calb amb Ermentruda d'Orleans.
- 853: concili de Quierzy presidit per Hincmar, arquebisbe de Reims. Condemna de Gottschalk d'Orbais.
- 16 de juny de 877: Capitular de Quierzy, els càrrecs comtals són declarats hereditaris per Carles el Calb abans de la seva sortida cap a Itàlia. Naixement del feudalisme.
- Després del 891: els Normands s'instal·len en la regió. Quierzy i els seus voltants són completament destruïts pels invasors nòrdics. Hug Capet, que prefereix residir a ciutat, dona les seves terres de Quierzy al bisbe de Noyon. Aquest darrer hi va fer construir una fortalesa per defensar-se del poderós senyor de Coucy. La terra passà llavors a les mans de la nissaga dels Chérisy, després dels Montmorency, dels Roye, dels Halluin, Brûlart i Bussy-Rabutin fins a la revolució.
- 1914-1918: Quierzy és ocupat per l'exèrcit alemany des de l'estiu 1914, i es troba prop del front durant tota la guerra. El 1917, els alemanys obligats de retirar-se destrueixen sistemàticament tota la regió. Quierzy és llavors alliberat una primera vegada pel 4t de spahis. El poble va conèixer encara importants destruccions el 1918 en el moment de les batalles de l'Ailette i de l'Aisne abans de ser definitivament alliberat l'agost de 1918 pel 330è regiment d'infanteria. Les dones americanes de la secció civil de l'AFFW, futur CARD, ajuden a la reconstrucció de la regió.
- 1939-1945: Quierzy és de nou el teatre dels combats decisius del juny de 1940 sobre la Línia Weygand (sector del 18è regiment de tiradors algerins i de la 87è D.I.A.). El poble és alliberat al començament de setembre de 1944 per la 5a divisió blindada dels Estats Units.

## Monuments
No queda res de la residència reial dels pipínides i dels carolingis; un rastre de la rasa és visible als camps a la carretera de Manicamp a la sortida de Quierzy. L'actual castell de Quierzy fou reconstruït al segle xv sobre la fortalesa dels bisbes de Noyon de la qual una torre és encara visible prop de les vores de l'Oise en direcció a l'estació.